# محمودآباد گاوکل
محمودآباد گاوکل (یا گاوکل)، روستایی از توابع بخش مرکزی شهرستان صحنه در استان کرمانشاه ایران است. این روستا در جنوب رودخانهٔ گاماسیاب و در ۱۳ کیلومتری شهرستان صحنه قرار دارد.

## جمعیت
این روستا در دهستان گاماسیاب (صحنه) قرار دارد و براساس سرشماری مرکز آمار ایران در سال ۱۳۸۵، جمعیت آن ۳۳۸ نفر (۸۴خانوار) بوده‌است.